# Olivier Archambault
Olivier Archambault, född 16 februari 1993 i Le Gardeur, Quebec, är en kanadensisk professionell ishockeyspelare (forward).

## Extern länk
- Presentation och statistik för Olivier Archambault som spelare  på Elite Prospects.